# 双庙水库 (平度)
双庙水库，位于中华人民共和国山东省青岛市平度市东阁街道西部，现河上游。